# Туман Иранского Азербайджана
Туман — денежная единица Демократической Республики Азербайджан в 1946 году. Туман = 10 кранам.

## История
В декабре 1945 года в Иранском Азербайджане, находившемся под контролем советских войск, была провозглашена Демократическая Республика Азербайджан. После образования национального правительства выяснилось, что иранскими властями было вывезено большое количество денег из Тебризского банка. Для ликвидации «денежного голода» было решено прибегнуть к собственной эмиссии.

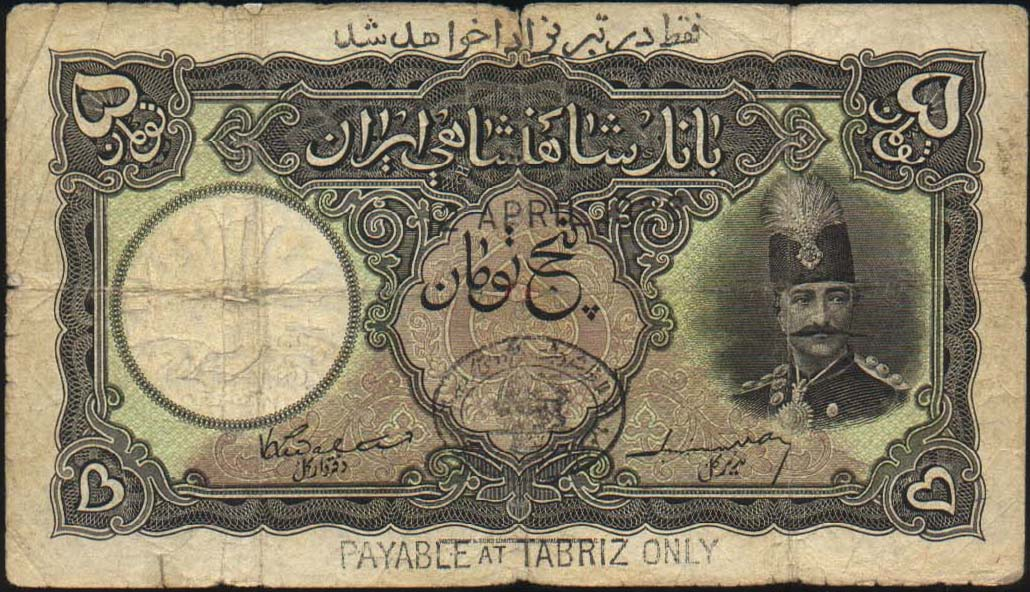
5 персидских туманов с надпечаткой, ограничивающей хождение исключительно на территории Иранского Азербайджана. 1928

В 1932 году в Иране была проведена денежная реформа, вместо персидского тумана был введён риал, но собственный выпуск денежных знаков правительства Иранского Азербайджана был произведён по старой системе: туман = 10 кранов. Новые денежные знаки были отпечатаны в Тебризе, на бумаге без водяных знаков. Надписи были выполнены традиционным шрифтом, но на азербайджанском языке.
Весной 1946 года советские войска были выведены из Ирана. 11 декабря 1946 года иранские войска заняли территорию Иранского Азербайджана, автономия прекратила существование. Денежные знаки национального правительства были изъяты из обращения и, за редким исключением, уничтожены.

## Банкноты
Были выпущены банкноты в 5 кранов, 1, 2, 5, 10, 50 туманов.